# Der Boer van het Roer
Der Boer van het Roer ist eine Reiseerzählung von Karl May. Sie ist die erweiterte Fassung der Erzählung Der Africander und erschien 1897 im Band 23 der Gesammelten Werke Auf fremden Pfaden. Später wurde die Erzählung auf Das Kafferngrab umbenannt.
„Boer van het Roer“ ist zu übersetzen mit „Bure mit dem Gewehr“.

## Inhalt
Kara-Ben-Nemsi ist mit seinem Diener Quimbo im Kapland unterwegs, um den berühmten Boer van het Roer zu finden. Mit dessen Hilfe gelingt es ihm, den bösen Zuluhäuptling Sikukuni zu besiegen.